# Heaven's Gate (Keldian)
Heaven's Gate es el primer álbum de la banda noruega de Power Metal Sinfónico Keldian. Fue lanzado mundialmente en febrero de 2007 por la firma americana Perris Records, y fue producido y mezclado por Arild Aardalen.
El álbum presenta un sonido que combina el Hard Rock melódico y AOR de la década de 1980 con Power Metal más moderno con influencia del metal sinfónico, y ha sido considerado como una llegada original a estos géneros.
Las letras tratan el concepto de viaje espacial y el futuro de humanidad como especie ambulante espacial, y representan la influencia de Ciencia ficción que han caracterizado a Keldian. La banda ha citado los autores Peter F. Hamilton y Dan Simmons como sus mayores influencias. Es también posible de detectar un trasfondo espiritual, y quizás incluso religioso, en las letras de Keldian, a pesar de que esto es también una característica común en la literatura de ciencia ficción en la que se basan.[cita requerida]
Una versión exclusiva para Japón de Heaven's Gate también fue lanzada, presentando una versión remezclada de "Plains of Forever" así como el bonus track "Hope".

## Lista de canciones
Todas las  canciones fueron escritas por Christer Andresen y Arild Aardalen.
1. "Crusader" - 3:33[3]
2. "Heart of the Sun" - 3:54
3. "Requiem for the Light" - 3:54
4. "Heaven's Gate" - 4:20
5. "Redshift" - 5:57
6. "Salvation (Release Me)" - 4:53
7. "Sundancer" - 4:31
8. "Prophecy" - 4:17
9. "Beyond the Stars" - 3:39
10. "Plains of Forever" - 8:41
11. "Hope" (Exclusiva de Japón)[2]

## Banda
- Christer Andresen - voz, guitarra, bajo
- Arild Aardalen - Teclado, voces adicionales

## Invitados
- Jørn Holen - Batería
- Maja Svisdahl - Voz
- Gunhild Mathea Olaussen - Violín
- Esteras Rybø - Voz
- H-man - Palabras habladas